# 上林美穂
上林 美穂（かんばやし みほ、1975年8月8日 - ）は、愛知県出身の1990年代に活躍した女子レスリング選手である。1994年女子世界選手権47 kg級金メダリスト。桜丘高等学校・東洋大学卒業。大学在学中に本名および活動名が足立 美穂（あだち みほ）に変わる。

## 来歴
小学校からレスリングと柔道に熱中し、柔道では田村亮子（のちの谷亮子）、江崎史子と対戦した経験がある。中学に進むと、レスリングで1989年全日本女子選手権に44 kg級で初出場。決勝でこの年の世界チャンピオンである吉村祥子に敗れはしたが2ポイントを奪う大健闘を見せた。翌年の全日本女子オープンではその吉村から勝利を奪い初タイトルを獲得。高校進学後はレスリングに絞り、1991年には1階級上の47 kg級で全日本選手権出場。決勝では山本美憂から5ポイント奪う善戦を見せ、翌1992年には初優勝。同年の世界選手権に初出場を果たし、1回戦で敗れたが、前回チャンピオンの鐘秀娥を降し銅メダルを獲得した。
1993年の世界ジュニア選手権で優勝。国内大会では後にプロレスラーとなる永島千佳世に2戦連続フォール勝ち。大学進学後の1994年には世界選手権で初の金メダルを獲得した。東洋大学在学中、1995年以降1996年までに足立姓に変わる。1996年は全日本チャンピオンと世界選手権銅メダル獲得。1997年は51 kg級に上げ、この階級でも全日本チャンピオンと世界選手権銅メダルを獲得した。国内大会では後に総合格闘技で活躍する辻結花にも連勝している。
大学卒業とともに一度引退するが、1999年のジャパンクイーンズカップで1大会限りの現役復帰を果たした。2回戦は勝利したものの、3回戦では前年の世界チャンピオン篠村敦子に1ポイントも取れず敗れ去った。
2008年に東京で開かれた世界選手権で歴代世界チャンピオンのひとりとして特別表彰された。